# Smitinandia micrantha
Smitinandia micrantha là một loài thực vật có hoa trong họ Lan. Loài này được (Lindl.) Holttum miêu tả khoa học đầu tiên năm 1969.

## Hình ảnh

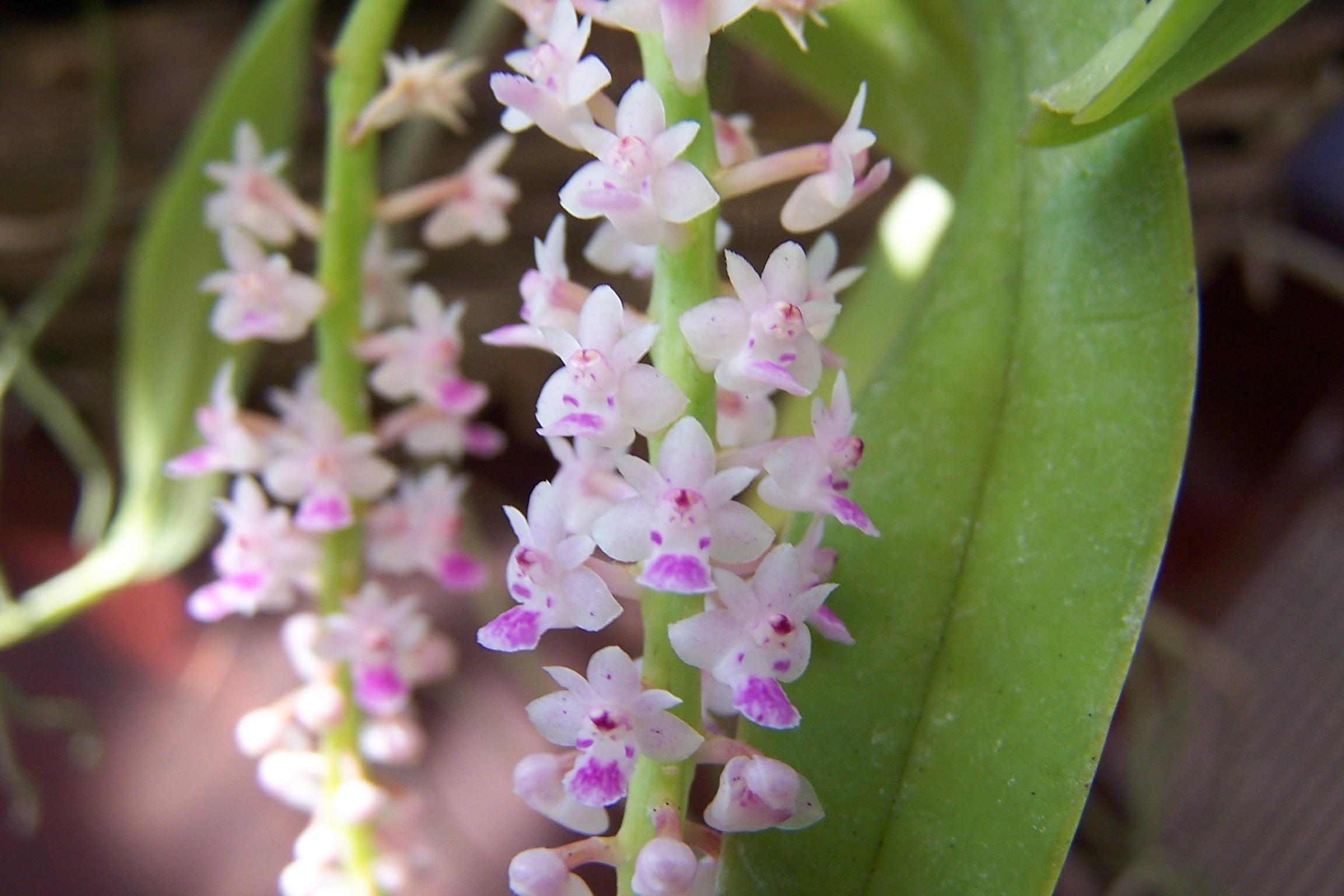
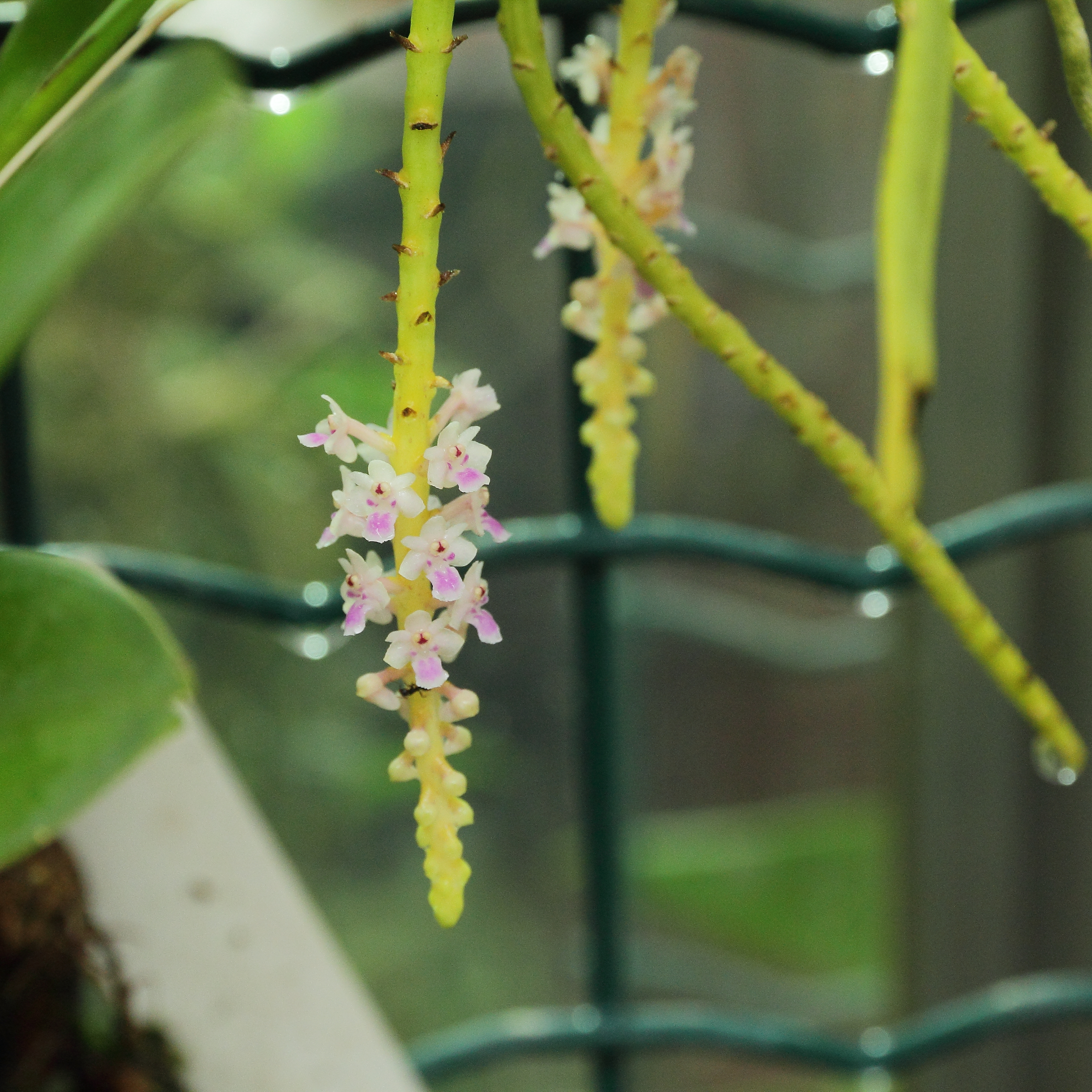
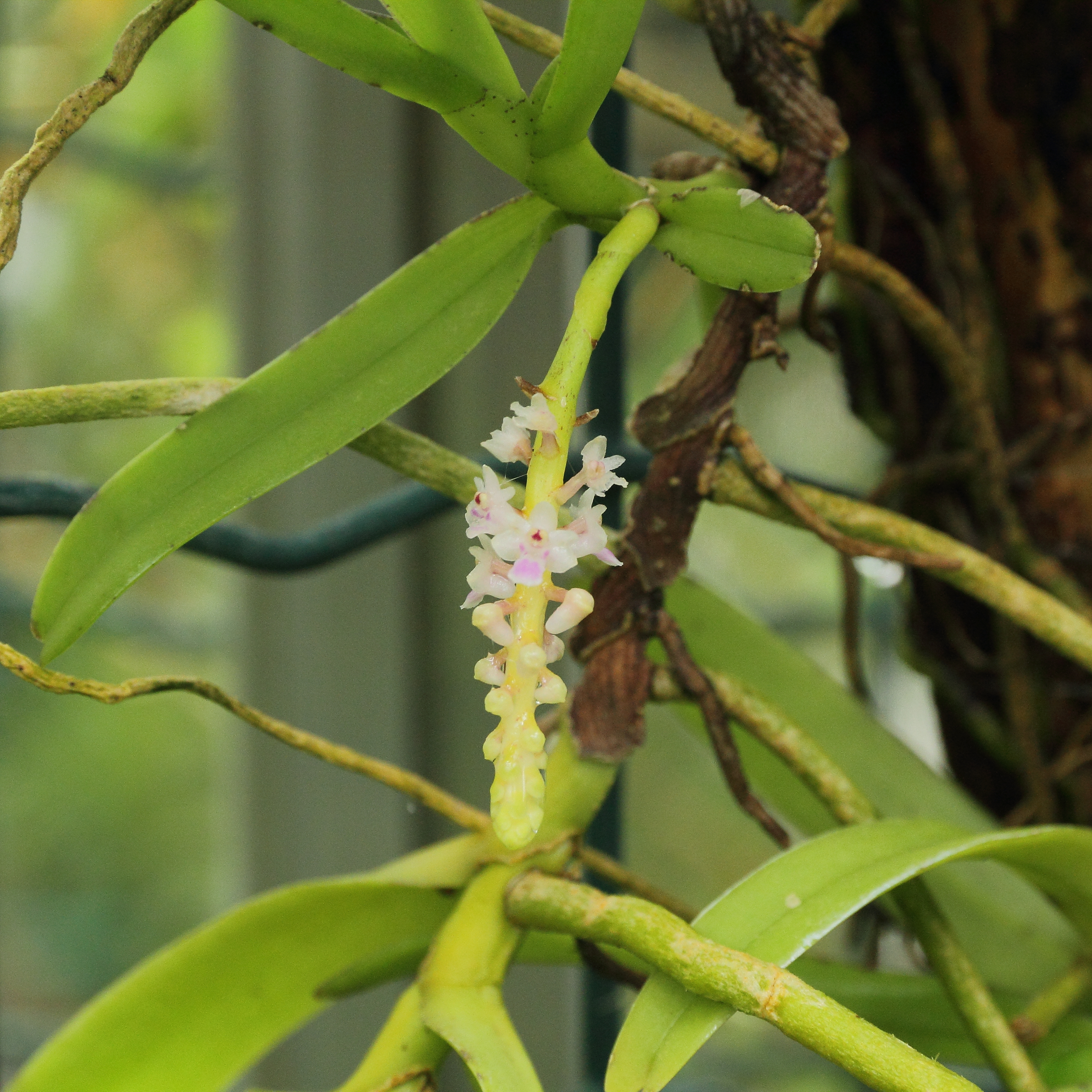